# Джордж Вількен Ромні
Джордж Вількен Ромні (англ. George Wilcken Romney; нар. 8 липня 1907 — пом. 26 липня 1995) — американський бізнесмен і політик, міністр житлового будівництва і міського розвитку США (1969—1973).

## Біографія
Народився в Мексиці в сім'ї мормонів. У 1912 році родина Ромні перебралася в США і осіла врешті-решт в Солт-Лейк-Сіті. Джордж Ромні навчався у кількох навчальних закладах, але так і не закінчив курсу, провів два роки в мормонських місіях в Англії і Шотландії, потім в кінці 1920-х років певний час працював спічрайтером, в 1930 році вступив на службу в алюмінієву корпорацію «Alcoa». З 1939 Ромні працював в Детройті в автомобільному бізнесі, досягнувши вершини своєї кар'єри в бізнесі до 1954 року, коли він очолив компанію «American Motors», яка виникла в результаті злиття двох великих фірм.
У 1961 році Ромні був призначений головою комісії з перегляду конституції штату Мічиган, а слідом за цим виграв у 1962 році губернаторські вибори штату й обіймав посаду губернатора Мічигану до 1969 року. За розпорядженням президента Ліндона Джонсона відправив частини Національної гвардії штату Мічиган для придушення бунту в Детройті 1967 року.
Ромні представляв помірковане крило Республіканської партії. У 1967 році Ромні виставив свою кандидатуру для участі в президентських виборах 1968 року від республіканців і за первинними опитуваннями його шанси розцінювалися доволі високо. Проте потім він виступив, до того ж у не цілком вдалих виразах, проти війни у В'єтнамі, після чого підтримка Ромні в Республіканській партії різко впала, і на національній передвиборчій конференції республіканців він отримав лише голоси делегатів від свого Мічигану й мормонської Юти. Після обрання в 1968 році президента-республіканця Річарда Ніксона Ромні займав у його уряді посаду міністра житлового будівництва і міського господарства США (до 1973 року).
Син Джорджа Ромні Мітт також став американським політиком.

## Генеральний директор American Motors Corporation
Як керівний директор Асоціації виробників автомобілів, Ромні подружився з тодішнім президентом Джорджем У. Мейсоном. Коли Мейсон став головою виробничої фірми Nash-Kelvinator у 1948 році, він запросив Ромні «вивчити бізнес з нуля» як свого помічника, і новий керівник провів рік, працюючи в різних частинах компанії. На заводі з виробництва холодильників у Детройті підрозділу Kelvinator, Ромні боровся з профспілкою Mechanics Educational Society of America, щоб запровадити нову програму виробничо-трудових відносин, яка попередила закриття всього підприємства. Він звернувся до робітників, сказавши: «Я не студент коледжу. Я клав підлогу, я робив токарні роботи. Я проріджував буряк і шокував пшеницю». Як протеже Мейсона, Ромні взяв на себе розробку Rambler.
Мейсон довго домагався злиття Nash-Kelvinator з однією або кількома іншими компаніями, і 1 травня 1954 року вона об'єдналася з Hudson Motor Car, щоб стати American Motors Corporation (AMC). Це було найбільше злиття в історії галузі, і Ромні став виконавчим віцепрезидентом нової фірми. У жовтні 1954 року Мейсон раптово помер від гострого панкреатиту та пневмонії. Того ж місяця Ромні був призначений президентом і головою правління AMC.
Коли Ромні вступив на посаду, він скасував план Мейсона щодо злиття AMC із Studebaker-Packard Corporation (або будь-яким іншим автовиробником). Він реорганізував вище керівництво, залучив молодших керівників, а також обрізав і відновив дилерську мережу AMC. Ромні вважав, що єдиний спосіб конкурувати з «Великою трійкою» (General Motors, Ford і Chrysler) — це зробити ставку на майбутнє AMC на новій лінійці автомобілів меншого розміру. Разом з головним інженером Мідом Муром до кінця 1957 року Ромні повністю відмовився від «Неша і Гудзона» брендів, продажі яких відставали. Бренд Rambler був обраний для розвитку та просування, оскільки AMC дотримувався інноваційної стратегії: виробництво лише компактних автомобілів. Спочатку компанія погано боролася, втративши гроші в 1956 році, ще більше в 1957 році й зіткнувшись із дилерською мережею. Ромні запровадив заходи заощадження та підвищення ефективності для всієї компанії, і він та інші керівники знизили свої зарплати до 35 відсотків.
Хоча AMC був на межі захоплення корпоративним рейдером Луїсом Вольфсоном у 1957 році, Ромні зміг відбити його. Потім продажі Rambler нарешті пішли, що призвело до несподіваного фінансового успіху AMC. У 1958 році вона опублікувала свій перший квартальний прибуток за три роки, була єдиною автомобільною компанією, яка показала збільшення продажів під час спаду 1958 року, і перейшла з тринадцятого на сьоме місце серед світових виробників автомобілів. На відміну від успіху Hudson в перегонах NASCAR на початку 1950-х років, Ramblers були частими переможцями в Coast-to-Coast Mobil Economy Run, щорічній події на шосе США. Продажі залишалися високими протягом 1960 і 1961 років; Rambler був третім найпопулярнішим автомобілем Америки обидва роки.
Прихильник «конкурентного кооперативного споживання», Ромні був ефективним у своїх частих виступах перед Конгресом. Він обговорював те, що він бачив як подвійне зло «великої праці» та «великого бізнесу», і закликав Конгрес розбити Велику трійку. Оскільки автовиробники «Великої трійки» представляли все більші моделі, AMC вжила стратегію «газового винищувача з динозаврами», і Ромні став речником компанії в друкованій рекламі, публічних виступах та рекламних роликах у телевізійній програмі Діснейленду. Відомий своїм стрімким стилем керівництва та ігноруванням організаційних схем та рівнів відповідальності, він часто писав тексти оголошень самостійно.
Ромні став тим, кого автомобільний письменник Джо Шерман назвав «народним героєм американської автоіндустрії», і одним із перших високопоставлених керівників бізнесу, які добре розуміють медіа. Його зосередженість на малих автомобілях як виклик внутрішнім конкурентам AMC, а також на вторгнення іноземних автомобілів, було задокументовано в обкладинці журналу Time від 6 квітня 1959 року, де було зроблено висновок, що «Ромні зробив один з найбільш чудові робочі місця для продажу в промисловості США». Повна його біографія була опублікована в 1960 році; Відродження компанії зробило Ромні ім'ям на промови. Associated Press називало Ромні людиною року в промисловості чотири роки поспіль, з 1958 по 1961 рік.
Акції компанії зросли з 7 доларів за акцію до 90 доларів за акцію, що зробило Ромні мільйонером з опціонів на акції. Однак, щоразу, коли він відчував, що його зарплата та премія були надмірно високими протягом року, він повертав надлишок компанії. Після початкової настороженості він розвинув добрі стосунки з лідером United Automobile Workers Волтером Ройтером, і працівники AMC також скористалися новим на той час планом розподілу прибутку. Ромні був одним із небагатьох керівників компаній Мічигану, які підтримували прийняття та імплементацію Закону штату про справедливу практику зайнятості.